# Neon Bible
Neon Bible (en español: Biblia de Neón) es el segundo álbum de estudio del grupo de rock alternativo canadiense Arcade Fire lanzado el 5 de marzo de 2007 en Europa y el 6 de marzo en Norteamérica distribuido por Rough Trade en el Reino Unido y por Merge Records en Estados Unidos. Originalmente, su salida fue anunciada el 16 de diciembre de 2006 en la página web de la banda. La mayor parte de la obra fue grabada en una iglesia que el grupo había comprado y renovado. el título del disco no está inspirado en la novela La Biblia de neón de John Kennedy Toole.
El primer sencillo, «Black Mirror» fue lanzado el 22 de enero de 2007 y la misma canción tuvo un video interactivo. Semanas después el álbum se filtraría y distribuiría por internet casi un mes antes de la salida oficial. En el álbum se han utilizado entre otros instrumentos: órgano, zanfonía, trompa militar y toda una orquesta húngara, lo que le dio al álbum un sonido grandioso que fue aclamado por la crítica (en especial NME y IGN). Win Butler describió el sonido del álbum como «permanecer de pie sobre el océano». Debido a retrasos en la producción, la edición en vinilo no salió hasta el 8 de mayo de 2007. Tres singles más fueron lanzados: «Keep The Car Running», «Intervention» y «No Cars Go».
Neon Bible tuvo, como el álbum anterior, Funeral, excelentes críticas.

## Composición
Arcade Fire comenzó a trabajar en su segundo álbum de estudio tras finalizar la gira por América del Norte de su anterior trabajo, Funeral, con el que habían conseguido una gran notoriedad. Las composiciones, escritas en su mayor parte por Win Butler, tienen inspiraciones en temas clásicos de Bob Dylan, Bruce Springsteen y Elvis Presley. Butler tomó como referencia su imagen de Estados Unidos desde una perspectiva exterior.
Las canciones hacen referencia, entre otros, a temas como los telepredicadores o maneras de hacerse rico rápidamente, que suelen aparecer recursivamente en las televisiones estadounidenses. 

## Lista de canciones
1. "Black Mirror" – 4:13
2. "Keep the Car Running" – 3:29
3. "Neon Bible" – 2:16
4. "Intervention" – 4:19
5. "Black Wave/Bad Vibrations" – 3:56
6. "Ocean of Noise" – 4:53
7. "The Well and the Lighthouse" – 3:57
8. "(Antichrist Television Blues)" – 5:10
9. "Windowsill" – 4:16
10. "No Cars Go" – 5:43
11. "My Body Is a Cage" – 4:47

## Ediciones
Neon Bible fue lanzado en tres ediciones, Las que incluyen:
- El Disco compacto Normal.
- El disco de lujo en caja de cartón con impresión lenticular en la portada frontal y acompañado de dos Flipbooks de 32 páginas diseñados por Tracy Maurice.
- LP doble que contiene el álbum en tres lados del vinilo con calidad 180 grams y un detalle tallado en el cuarto lado. Este LP también contiene un código para descargar el álbum en formato MP3. Debido a demoras en la fabricación, este formato del álbum fue lanzado más de dos meses después de las versiones anteriores, en el 8 de mayo de 2007.

## Posiciones en las listas de éxitos
| Listas                         | Puesto más alto |
| ------------------------------ | --------------- |
| Canadian Albums Chart          | 1               |
| Irish Album Chart              | 1               |
| CMJ Radio 200                  | 1               |
| U.S. Billboard 200             | 2               |
| UK Album Chart                 | 2               |
| Portugal Albums Top 30         | 2               |
| Croatian Albums Chart          | 3               |
| Norway Albums Top 40           | 3               |
| Final Albums Top 40            | 5               |
| Iceland Albums Chart           | 5               |
| Australian ARIA Albums Chart   | 7               |
| France Albums Chart            | 9               |
| Germany Albums Top 50          | 11              |
| Denmark Albums Top 40          | 11              |
| Dutch Albums Top 100           | 13              |
| Spain Albums Chart             | 14              |
| Sweden Albums Top 60           | 16              |
| New Zealand RIANZ Albums Chart | 20              |
| Swiss Albums Top 100           | 23              |
| Austria Albums Top 75          | 25              |
| Italy Albums Top 50            | 44              |